# Cine de Gabón
El cine de Gabón ha tenido una historia desigual. Aunque el presidente Omar Bongo y su esposa, Josephine Bongo, alentaron el cine en la década de 1970, hubo una pausa de 20 años hasta que el cine comenzó a crecer nuevamente en el nuevo milenio.

## Historia
Desde 1936, empresas francesas realizaron documentales en el Gabón colonial.
Después de la independencia, Philippe Mory, el primer actor con formación profesional de Gabón, organizó la Compagnie Cinematographique du Gabon en 1962 y ayudó a producir The Cage, un largometraje inscrito en el Festival de Cine de Cannes de 1963. La compañía de televisión nacional apoyó películas como Carrefour humain (1969) de Pierre-Marie Dong y Les tams-tams se sont tus de Mory (1972).
Aunque Gabón tenía solo ocho cines, el presidente Omar Bongo y su esposa Joséphine Bongo se interesaron personalmente por el desarrollo del cine. El presidente construyó un cine de 400 asientos en su palacio presidencial y en 1975 fundó el Centre National Du Cinéma con Mory como director. También fundó una productora, Les Films Gabonais. Nueve películas de seis directores se estrenaron en la década de 1970. Les Films Gabonais produjo varias películas codirigidas por Dong y basadas en los escritos de la pareja presidencial: Obali (1976) y Ayouma (1977) se basaron en obras de teatro que examinan temas sociales de Joséphine Bongo, y Demain, un jour nouveau (1978) fue una versión de las memorias del presidente. Otra película gabonesa de este período fue Ilombe (1978) de Charles Mensah.

## Cine Contemporáneo
Después de dos décadas de relativa inactividad, el cine gabonés volvió a desarrollarse durante el nuevo milenio. Charles Mensah, del Centre National du Cinéma Gabonais (CENACI), introdujo nuevas políticas para reestructurar el cine gabonés a principios de la década de 1990. Imunga Ivanga comenzó a realizar cortometrajes en la década de 1990 y su película Dôlè (2000) fue el primer largometraje gabonés estrenado en dos décadas. Dôlé ganó premios en festivales de Cartago, Cannes y Milán. Henri-Joseph Koumba Bididi realizó varios cortometrajes y el largometraje de 2001, The Elephant's Balls. Ivunga y Mory colaboraron en L'Ombre de Liberty (2006), y en 2014 Ivunga fue nombrado director general de la cadena de televisión nacional Televisión de Gabón. El documental Boxing Libreville (2018) de Amédée Pacôme Nkoulou también ha ganado distintos premios.
Canal Olympia planea seguir construyendo nuevos cines en Gabón.

### Otras lecturas
- Victor Bachy, Cinema au Gabon, Bruselas, 1986